# The Zeitgeist Movement
Zeitgeist gibanje (The Zeitgeist Movement - TZM, zeitgeist = duh časa) je globalno gibanje in spletna skupnost, ki zagovarja trajnostni razvoj. Deluje kot aktivistična veja projekta Venus (The Venus Project), katerega ustanovitelj je industrijski oblikovalec in družbeni inženir Jacque Fresco. Gibanje je dobilo navdih v množičnem odzivu na Peter Joseph-ov film Zeitgeist: Addendum in pa Zeitgeist: Moving forward. Zeitgeist Addendum je prvi, ki je predstavil projekt Venus (The Venus Project). Gibanje se zavzema za globalno družbeno spremembo iz trenutnega monetarnega sistema v na virih osnovano gospodarstvo ("Resource-Based Economy").

## Koncepti gibanja Zeitgeist
- Glavni koncept je, da naj bodo vse surovine sveta skupno bogastvo vseh ljudi.[2]
- Resource based economy: gibanje je spoznalo, da denar ustvari uveljavljene inštitucije katere so prisiljene se braniti, kar pa upočasnjuje razvoj. Zato so zaključili da je trenutni monetarni sistem nepopolen saj ustvarja dolg, ki vodi do potrebe po zaposlovanju zaradi same potrebe po plačilu dolga. Proces poznan kot 'ciklična potrošnja'. (Zeitgeist Movement Orientation Guide, Page 7)[3]
- Avtomatizacija: Zeitgeist gibanje predlaga da je avtomatizacija bolj produktivna kot človeško delo in osvobodi ljudi od ponavljajočih se serijskih del/služb. [4]
- Umetna inteligenca: prav tako predlagajo koncept poznan kot družbena kibernacija, ki prepušča določene odločitve strojem saj lahko opravijo veliko bolj objektivne odločitve kot ljudje. Prav tako bi stroji morali shranjevati in posredovati vse pomembne informacije saj imajo ljudje omejeno kapaciteto spomina.[5]
- Tehnologija: gibanje verjame da je potrebna skupna/deljena tehnologija po celem svetu, ki bi omogočala realno časovni nadzor nad surovinami sveta.[6]
- Znanost: trdijo, da mora biti svetovna vlada zasnovana na znanosti. Torej da so vse odločitve podkrepljene z znanstvenimi podatki in ne mnenji posameznikov.[7]
- Brez posesti: Edena izmed glavnih trditev je ne sme biti lastništva posestva/zemlje. Saj je to potratno in se lahko uporabi bolj produktivno za dobro vseh nas.[8]
- Mestni sistemi: Zeitgeist gibanje podpira teorijo sistemov in sistemski pristop do samo-vzrževalnih mest oz. mestnih sitemov.[9]

## Faze gibanja

### Faza 1: Faza zavedanja
20. 4. 2004 je bil Zeitgeist Movement v fazi 1, ta faza je sestavljena predvsem iz zbiranja članov, večanja prepoznavnosti sporočila, iskanja identičnih skupin po celem svetu. Faza 1 je sestavljena tudi iz formiranja ekip; ekipe ki skrbi za spletno stran, komunikacijske ekipe in ekipe razvijalcev. Še eden pomemben del te faze so podružnice po svetu. Vseeno pa je glavni cilj, povečati število članov, tako da je velikost gibanja postane pomembna v primerjavi z ostalim svetom.

### Faza 2: Projekta faza
To je faza v katero gibanje še ni prišlo. Vključuje: deljenje projektov s skupnostjo, ter druge skupne projekte kot so končanje globalne lakote, razorožitev (po izbiri in ne s silo) in antimilitarizem. Faza se osredotoča na internacionalno povezanost ter funkcionalnost.

### Phase 3: Akcijska faza
V tej fazi bodo nastopile večje oblike aktivizma kot so bojkoti obstoječih organizacij sistema, grajenje mest, to je faza v katera se osredotoča na dinamičen odnos in interakcijo s prejšnjimi inštitucijami.

## Zeitgeist Day
The Zeitgeist Movement praznuje svoj tako imenovani ZDan v marcu. Zadnja dva sta bila na 15.3.2009 in 13.3.2010. Na ta dan ima Zeitgeist lokalna zbiranja da se uči in med seboj deli informacije. Leta 2009 je bilo več kot 450 dogodkov v 70 državah sveta. In 2009, among other events, Peter Joseph and Jacque Fresco spoke to a sold out crowd of around 900 at the Borough of Manhattan Community College for over 2 hours.

## Podružnice
Zeitgeist gibanje organizira svoje člane v državne podružnice in regionalne pod-podružnice. Vsak regionalni del gostuje na svoji lastni domeni ali poddomeni od glavne strani gibanja. Vsaka podružnica je vodena iz strani posameznika ali skupine, ki se je prostovoljno javil za to nalogo. Glede na Zeitgeist novice it julija 2010 ima gibanje 46 uradnih podružnic in več kot 200 regionalnig pod-podružnic internacionalno. To vključuje tudi vseh 50 urandnih državnih podružnic v ZDA.  Ustavarjena je tudi virtualna podružnica v virtualnem svetu Second Life. Slovenija ima dve večji skupini, ki se aktivno ukvarjajo z gibanjem Zeitgeist. Uradna podružnica Zeitgeist Slovenija ter neodvisna podružnica Society Revolution.

## Radio
Peter Joseph ohranja redni radio program tedensko, vendar je trenutno na premoru. V oddaji se pogovarjajo o idejah gibanja ter odgovarjajo na vprašanja poslušalcev. Ob njem sta tudi še dve drugi oddaji, ki se osredotočajo na enako temo, in sicer: Resource-Based Economies, in Venus Projekt. Poznan kot V-Radio, ki ga vodi liberalni kongresni kandidat Neil Kiernan Stephenson, je leta 2008 kandidiral za kongres.

## Media Projekt
Glede na sporočilo poslano članom 12. 5. 2010, je bil v beta različici izdan Zeitgeist Media Projekt Arhivirano 2018-11-04 na Wayback Machine. (ZMP). Glede na sporočilo je Media Projekt dodatek h komunikacijski ekipi.

## Vpliv
Glasbenica Natacha Atlas je citirala Zeitgeist kot svojo inspiracijo za svoj album Mounqaliba.